# Herbaria (película de 2022)
Herbaria es una película documental argentina dirigida por Leandro Listorti.
La película tuvo su estreno mundial en la sección oficial (competencia argentina) de la 37.ª edición del Festival Internacional de Cine de Mar del Plata.

## Sinopsis
En un viaje a través de la conservación botánica y cinematográfica, "Herbaria" explora, en sus procesos casi invisibles, las derivaciones artísticas y políticas que vinculan ambos mundos. A partir de una narración en la que el tiempo y el espacio parecen fundirse, las imágenes nos invitan a adentrarnos en el fascinante universo de la preservación de la belleza y la memoria de un mundo que se obstina en desaparecer.

## Elenco
- Claudio Caldini
- Lucía Ciruelos
- Narcisa Hirsch
- Gabriela Klier
- Julia Wallmüller